# 世界經期衛生日
 5月28日世界經期衛生日（又稱月經日、世界月經日）是关注女性经期的日子 ，強調良好的經期衛生管理 （MHM）的重要性。 
它是在2014年由德國的非營利組織WASH聯盟所發起，旨在造福全世界的女性。 
選在5月28日，而是因為女性平均的經期長度是5天，月經週期的平均是28天，以此向女性致意。
在低收入國家 ，女性在經期衛生用品上的選擇，都受到價位、取得難易度、還有社會規範的限制。 足夠的盥洗設備和女性衛生用品是解決方法之一。開創一種歡迎討論的文化，以及讓女孩和女人們受足夠的教育，也同等重要。 
研究發現，缺乏取得女性衛生用品，可能會讓女孩們在每月經期時，只能待在家中而無法上學。
月經日開創了一個場合，讓公共資訊得以曝光在媒體上，包括社交媒體。 公共宣導可以協助決策者參與政策上的交流對話。月經日提供一個積極倡議的機會，讓經期衛生管理（MHM）的整合能進到全球性、全國性和在地性的政策跟計劃中。 

## 背景

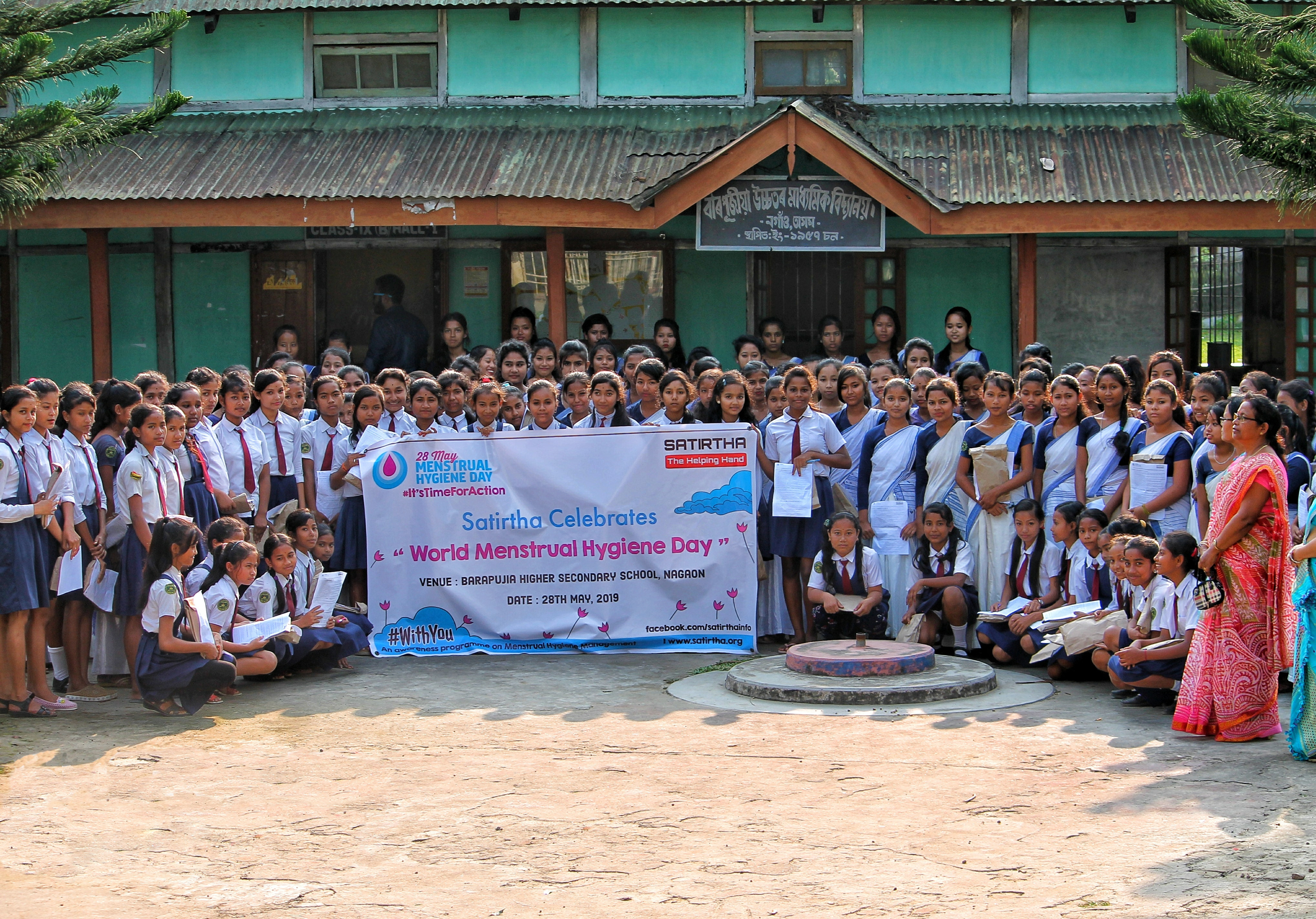
設在印度阿薩姆邦東北部的非營利組織「「薩蒂爾塔－幫助之手」」為當地女性提供月經友善的環境

烏干達的世界經期衛生日慶祝活動

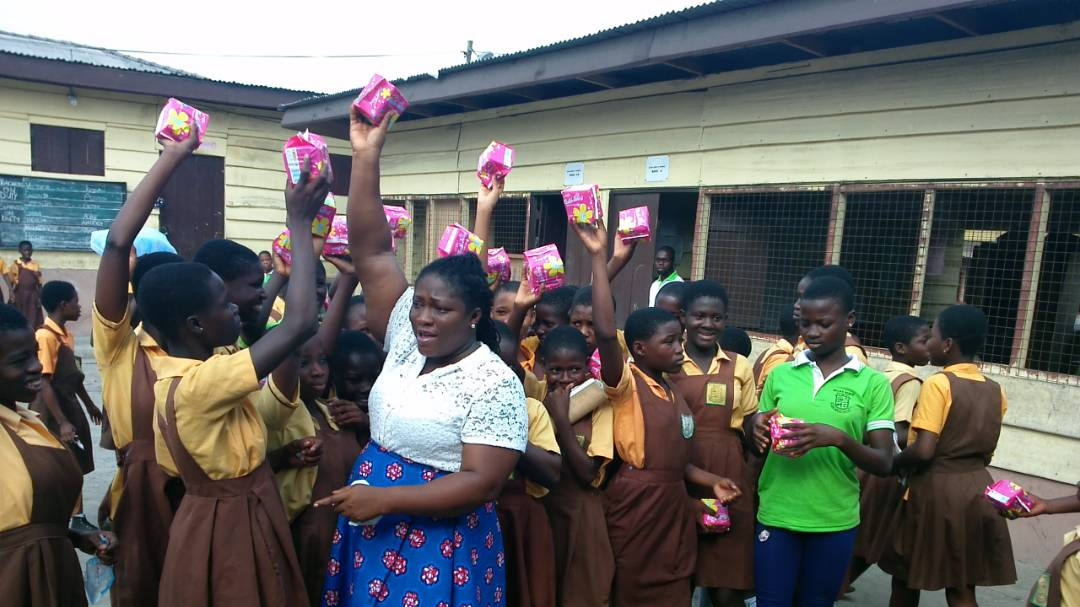
2018年5月，在阿克拉 （加納）的一個城市貧困社區中，女性領導人在學校計劃並實施經期保健計劃

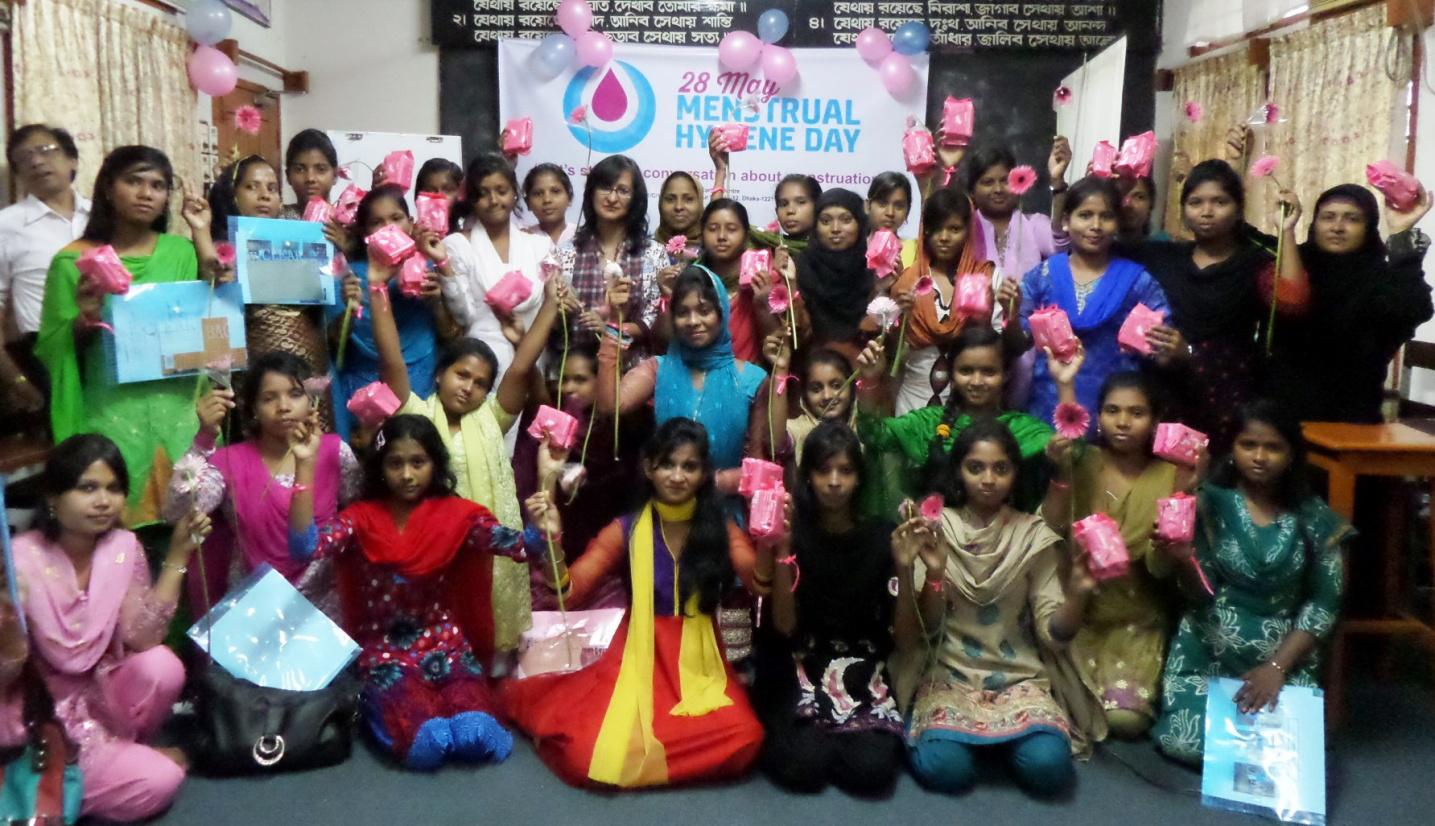
孟加拉的世界經期衛生日慶祝活動

經期衛生管理對開發中國家的女性來說，可能特別具有挑戰性，因為在這些地方乾淨的水和盥洗設備通常是不足的。 除此之外，傳統文化會讓公開討論月經更加困難。這會限制女性取得關於她們自己身體正常功能運作的重要資訊，也會直接影響她們的健康、教育與尊嚴 。 資訊的取得可被視為人權的一種。

### 歷史
在2012年，公共衛生領域的幾個重要團體開始在經期衛生管理的議題上打破沉默，並將訴求轉向全球化，包括基層組織者、社運人士和聯合國機構等。
在2013年5月，WASH聯盟操作一個28天期的社群媒體運動，像是在推特上使用「May #MENSTRAVAGANZA」標籤，引起對於月經和經期衛生管理的注意，以及水資源、衛生設施和衛生習慣的重要性。這些社群媒體運動，包括WASH聯盟的倡議、全球女孩組織（Girls' Globe）和露比月經杯（Ruby Cup），都因「五月＃月經假期」的正面迴響，而獲得激勵。因此她們決定為月經創辦一個全球意識日。 
在2014年5月28日，全世界有很多人透過集會、展覽、電影放映、工作坊和演講，在慶祝月經日。在首次的月經日中，有145位夥伴參與。 
2015，一個主题標籤的運動，透過標註 #如果男人有月經（#IfMenHadPeriods），在社群媒體上借用一個輕鬆的形象來挑戰社會規範。這個運動是由WaterAid所發起，在經期衛生意識日開跑，創作了一系列的影像「嘲弄廣告」——男人對於自己擁有月經深感驕傲，他們使用「男條」（Manpons）而不是「棉條」。這個運動有助於提升了對於無法取得安全的水、衛生設施和衛生習慣的女性的關注。 這個運動的另一個面向，則是把男人帶入對話之中，讓他們可以幫助撂倒在巨大父權社會中對月經的污名化，並鼓勵女性驕傲而非羞愧地擁抱和慶祝她們的週期。在烏干達，2015年，慶祝月經日的方式是以一個前進國會的遊行開始，同日簽訂了關於經期衛生管理的法條，然後遊行持續行進到國家劇院的中小學校的演出。

## 目標

### 提高意識
月經日是為了作為平台服務而成立，將個人、組織、社會企業以及媒體，為世界的女人和女孩們創造一個團結又強大的聲音，以打破關於經期衛生管理的沈默。
月經日的目標包括：
- 關注在月經期間許多女性所遭受的挑戰和艱難。
- 當女性在月經期間遭受諸多挑戰和艱難時，側重在走出正向和創新的解決之道。
- 催化一個不斷成長的全球運動——承認並支持女孩與女人們的權益，並建立國家和在地等不同層級的夥伴關係。
- 參與政策對話，以及積極倡議經期衛生管理上的整合，將其帶入全球、國家和在地的政策與計劃。。
- 創造一個媒體工作的場合，包括社群媒體。

月經日是一個正在成長中的運動，提倡身體解讀、身體自主以及性别平權，讓這些議題可以被聽見、看見。
5月28日有其象徵意義。5月，是一年之中的第5個月份，而女人每個月平均的經期長度是5天。另，月經週期平均是28天。

### 政府责任
對於在開發中國家的夥伴們，這一天不單是一個提升意識的機會，也同時強調在經期衛生管理相關議題上的政府責任。比如說，在2015年肯亞的衛生部施行了一個月經衛生管理的國家政策。肯亞與聯合國兒童基金會，同年在學校協同舉辦了一場經期衛生管理的視訊研討會。

### 活動

#### 2020年
2020年社交媒體運動上的主題標籤是：#該採取行動了（#ItsTimeForAction）。
2020年官方邀請大家可以用任何東西做一個手環，當中要使用28個物件，而其中有五個物件要是紅色的，代表了5/28世界月經日

#### 2018年
2018年社交媒體運動上的主題標籤是：#不再限制（#nomorelimits）。
在2018年5月，加纳的阿克拉都會區集會，在市區的貧窮學校裡舉辦經期健康的企劃活動，每一個活動都有700多位的女孩參與，每一位都收到一個衛生棉的祝福包，這是由「薩蒂爾塔－幫助之手」所支持的，這是一個在印度阿薩姆邦的非營利組織，在當地為女性推廣一個月經友善的環境。   

#### 2017年
在2017年有350個活動在54個國家同時舉辦。單印度就有67個活動。這些活動包括學校裡的教育性活動、社區集會、提升意識的演唱會、倡議的工作坊和產品捐贈。

#### 2015年
2015年5月28日，全世界的個人和組織都聚集起來，一同承認第二個月經日，主題是「終結對月經的猶豫吧」。 共有33個國家舉辦了127場活動，運用這一天作為一個契機，讓男人和男孩們也一起參與，連結上其他重要女性議題，推進政策倡議、觸及邊缘 ，以及挑戰那些聲稱「月經是羞恥的或是髒的」社會規範。

## 夥伴

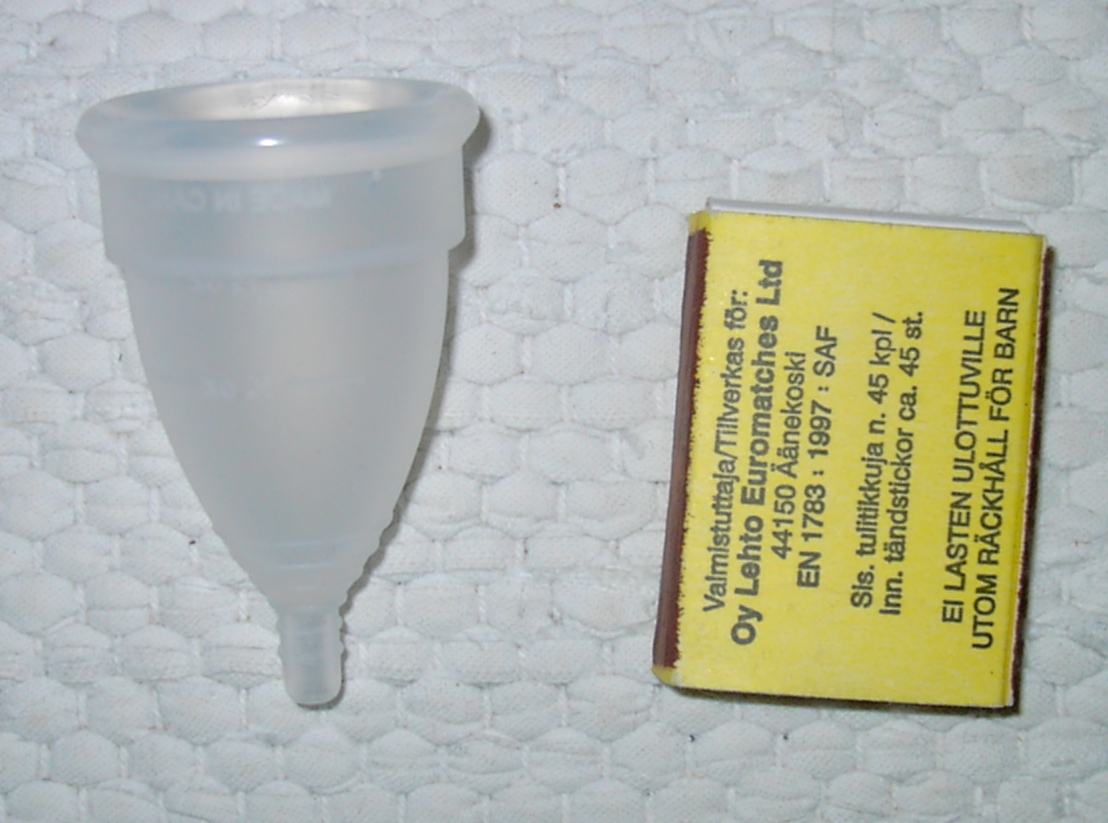
月亮杯與作為比例尺的火柴

目前有410個正式的夥伴。包括全球性的非盈利組織，像是國際培幼會（ Plan International）、荷蘭開發組織（ SNV ）、人人為水（ Water for People）、為了歐洲女人的共同未來（ Women in Europe for a Common Future ），還有許多國家級和地方上的非營利組織，以及經期衛生用品、布衛生棉和月經杯的供應商等。

## 外部鏈接
- 經期衛生日官方頁面 （页面存档备份，存于）
- 永續衛生聯盟圖書館中關於經期衛生管理的文件 （页面存档备份，存于）